# Andreea Stefanescu
Andreea Stefanescu est une gymnaste rythmique italienne née le 13 décembre 1993 à Iași (Roumanie).

## Biographie
En 2012, Andreea Stefanescu est médaillée de bronze olympique du concours des ensembles à Londres, avec ses coéquipières Elisa Blanchi, Marta Pagnini, Romina Laurito, Elisa Santoni et Anzhelika Savrayuk.